# Wacław Borkowski

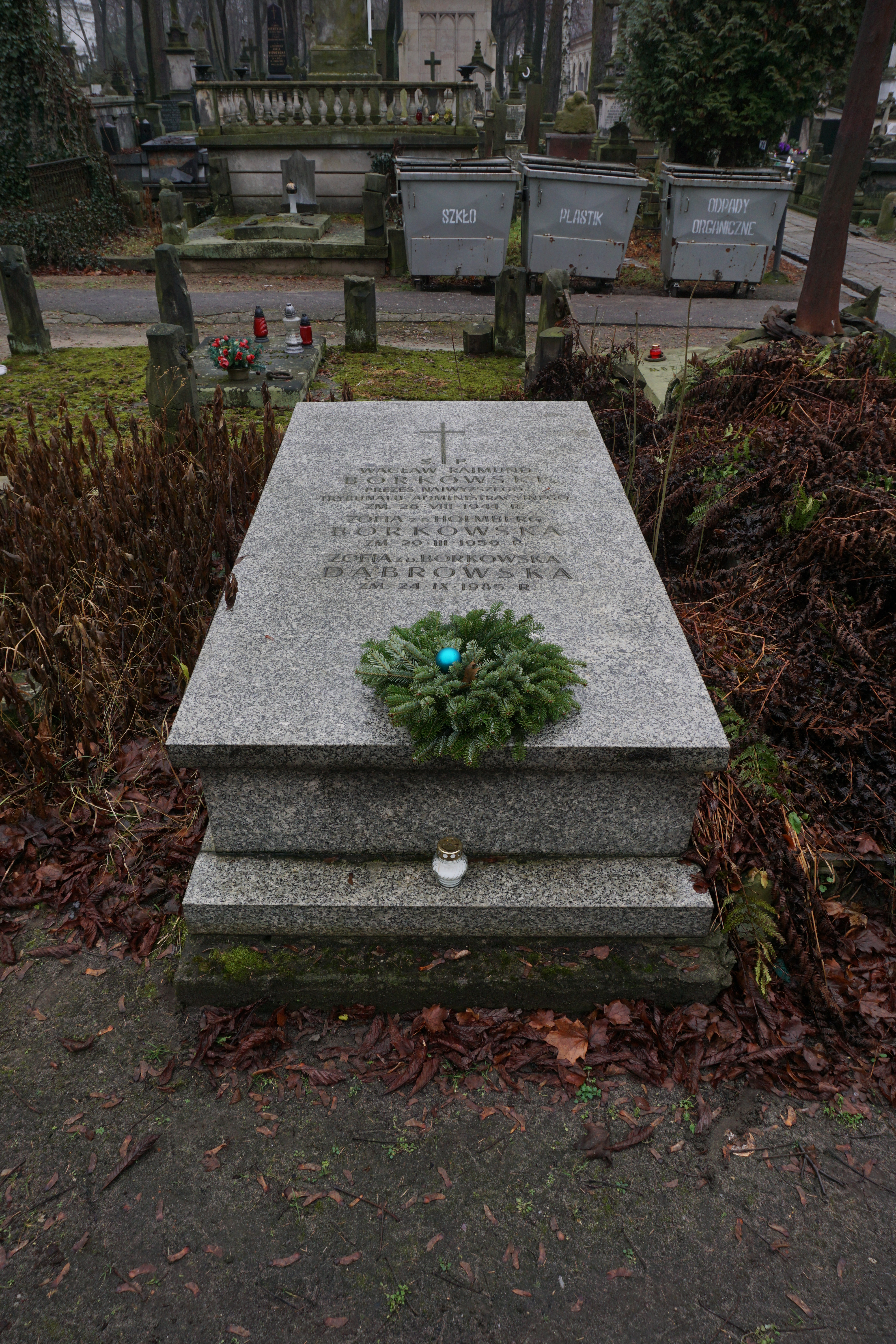
Grób Wacława Borkowskiego na cmentarzu Powązkowskim

Wacław Rajmund Borkowski (ur. 31 sierpnia 1875 w Warszawie, zm. 26 sierpnia 1944) – polski prawnik, sędzia i prezes Najwyższego Trybunału Administracyjnego w II Rzeczypospolitej.

## Życiorys
Urodził się 31 sierpnia 1875 w Warszawie, w rodzinie Władysława Aleksandra Dunin-Borkowskiego h. Łabędź (1835–1895), i Zofii Weroniki z Krauzów. Ukończył III Gimnazjum w Warszawie i studia prawnicze na Uniwersytecie Warszawskim. Był zastępcą przewodniczącego Głównej Komisji Wyborczej do Sejmu Ustawodawczego w okręgu warszawskim, a także wiceprezesem Komisji Szacunkowej Głównej przy Głównym Urzędzie Likwidacyjnym. W okresie II Rzeczypospolitej był sędzią Sądu Okręgowego w Warszawie, po czym w styczniu 1920 Naczelnik Państwa mianował go sędzią Sądu Apelacyjnego w Warszawie. Sprawując tę funkcję 30 sierpnia 1922 został powołany na przewodniczącego Okręgowej Komisji Wyborczej Okręgu nr 1 (miasto stołeczne Warszawa) przed wyborami parlamentarnymi w Polsce w 1922. Został sędzią i jednym z prezesów Najwyższego Trybunału Administracyjnego. Sprawując to stanowisko był członkiem Trybunału Kompetencyjnego.
Zamieszkiwał w kamienicy przy ulicy Kapucyńskiej 3 w Warszawie (w tym samym budynku mieszkał inny sędzia NTA, Jan Jarmołowicz).
Zmarł 26 sierpnia 1944. Został pochowany na cmentarzu Powązkowskim w Warszawie (kwatera 24-2-27).
Od 19 października 1901 jego żoną była Zofia z Holmbergów (zm. 1959), z którą miał córkę Zofię (po mężu Dąbrowską).

## Ordery i odznaczenia
- Krzyż Komandorski Orderu Odrodzenia Polski (11 listopada 1937)[8]
- Złoty Krzyż Zasługi (10 listopada 1933)[9]
- Medal Dziesięciolecia Odzyskanej Niepodległości[1]
- Brązowy Medal za Długoletnią Służbę[1]